# Глинике
Глинике (на немски: Glienicke) е бивш ловен павилион в Берлин, столицата на Германия.
Разположен е в югозападния край на административните граници на града, на 23 km от неговия център и на 2 km от центъра на Потсдам. Построен е през 1682 – 1693 година в бароков стил, по проект на Шарл Филип Дийосар, но претърпява няколко реконструкции. В своята история сградата се използва за различни цели, като от 2003 година е образователен център.
Ловната хижа е част от обекта на световното наследство Дворци и паркове в Потсдам и Берлин.

## Личности
Починали
- Фридрих Карл Пруски (1828–1885)